# 勃鞮
勃 鞮（ぼつ てい、生没年不詳）は、中国春秋時代の晋の宦官（寺人）。別名を寺人披・履鞮という。

## 生涯
紀元前656年、晋の献公は、公子重耳（後の文公）と公子夷吾（後の恵公）が別れを告げずに去ったことに立腹し、陰謀があるのではないかと疑い、蒲の宦官の勃鞮を派遣して重耳に自死するよう命じた。翌日、勃鞮が蒲に到着したところ、重耳は壁を乗り越えて逃走しようとした。勃鞮が重耳の袖を引き裂いたが、重耳は最終的に壁を乗り越えて逃げおおせてしまった。その後、重耳は翟に出奔した。
紀元前644年、晋の恵公は、勃鞮を派遣して再び重耳を殺害しようと企てた。しかし、この企ては失敗し、重耳は北狄に逃走した。
紀元前636年、重耳（文公）が即位した後、勃鞮は文公に謁見した。文公は、はじめ、勃鞮を許そうとしなかったが、勃鞮は、斉の桓公と管仲の故事を引用して文公を説得した。後に、勃鞮は、呂省と郤芮に謀反の動きがあることを文公に教えた。